# Mathieu Scarpelli
Mathieu Scarpelli (Grenoble, 23 luglio 1981) è un ex calciatore francese, di ruolo attaccante.

## Carriera

### Calciatore
Gioca la sua carriera in Francia, facendo 12 presenze in Ligue 1 col Ajaccio, 107 presenze in Ligue 2 tra Ajaccio, Châteauroux e Guingamp e 2 presenze nei preliminari di UEFA Europa League grazie alla vittoria del Guingamp nella Coppa di Francia 2008-2009, oltre a varie presenze nelle leghe minori francesi.